# Guerra degli scimpanzé del Gombe

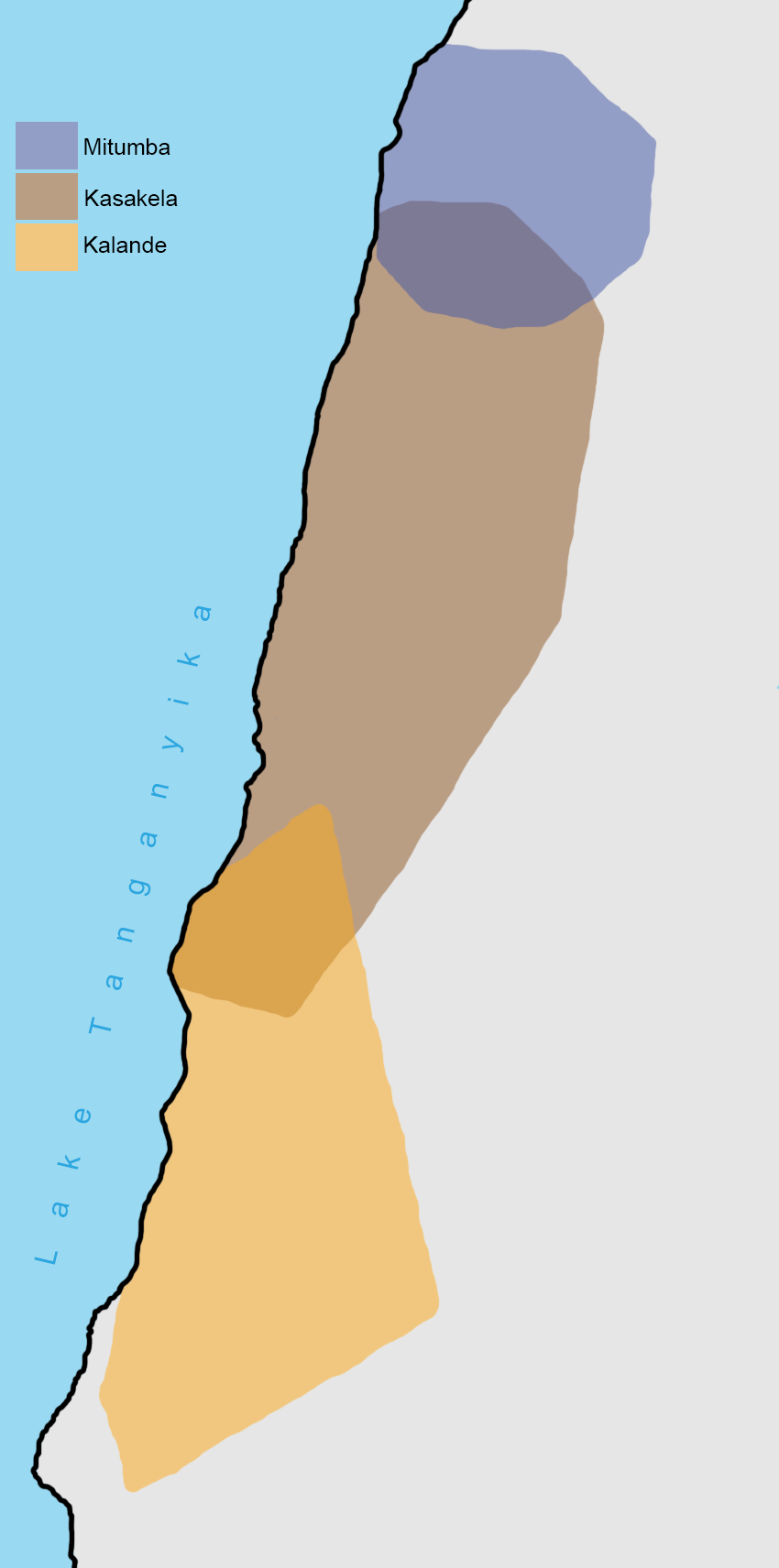
Popolazioni di scimpanzé del Gombe nel 2007

La guerra degli scimpanzé del Gombe, nota anche come guerra dei quattro anni del Gombe, è stato un violento scontro che ha visto contrapporsi, dal 1974 al 1978, due comunità di scimpanzé del Parco nazionale del Gombe Stream in Tanzania. Le due popolazioni coinvolte erano gli scimpanzé Kasakela e Kahama, che occupavano rispettivamente le regioni nord e sud del parco.

## Le comunità di scimpanzé
La comunità Kahama, a sud, era composta da sei maschi adulti (fra i quali gli scimpanzé che l'etologa Jane Goodall chiamava "Hugh", "Charlie" e "Goliath"), tre femmine adulte con i loro piccoli, e un adolescente maschio (chiamato "Sniff"). La comunità Kasakela era più grande e comprendeva dodici femmine adulte con i loro piccoli e otto maschi adulti.
I due gruppi costituivano, in precedenza, un'unica grande comunità che, in base alle osservazioni della stessa Goodall, si era divisa in due intorno al 1974. Successive analisi degli appunti della Goodall, eseguite con l'aiuto del computer, hanno rivelato che la frattura sociale tra i due gruppi aveva iniziato a manifestarsi almeno dal 1971.

## La guerra
Il primo documentato episodio di violenza avvenne il 7 gennaio 1974, quando un gruppo di sei maschi adulti Kasakela attaccò e uccise "Godi", un giovane maschio Kahama intento a mangiare su un albero. Fu il primo caso descritto di uccisione deliberata di uno scimpanzé da parte di un suo simile.
Nel corso dei successivi quattro anni, tutti i sei maschi adulti della comunità Kahama furono uccisi dai Kasakela. Per quanto riguarda le femmine, una fu uccisa, due scomparvero, mentre tre furono picchiate e rapite dai maschi Kasakela, che presero possesso del territorio occupato in precedenza dai Kahama. L'occupazione, tuttavia, non perdurò, in quanto il nuovo territorio acquisito confinava direttamente con quello della comunità Kalende, molto superiore in forza e numero, e alcune violente schermaglie al confine spinsero presto i Kasakela ad abbandonare buona parte del territorio conquistato.

## Reazione di Jane Goodall
Lo scoppio del conflitto turbò profondamente Goodall, che in precedenza considerava gli scimpanzé come animali dal comportamento più amichevole rispetto agli uomini. Insieme all'osservazione, nel 1975, dell'infanticidio a scopo di cannibalismo praticato da una femmina di rango elevato nella comunità, la guerra rivelò alla ricercatrice il "lato oscuro" nel comportamento degli scimpanzé. Scrisse nelle sue memorie:
(Jane Goodall, Through a Window: My Thirty Years with the Chimpanzees of Gombe)

## Influenza
Quando Goodall descrisse gli eventi legati alla vicenda, i suoi resoconti di una guerra occorsa in ambiente naturale fra scimpanzé non furono accettati da tutti. I modelli usati all'epoca per descrivere i comportamenti umano e animale erano quasi del tutto disgiunti. Alcuni scienziati la accusarono di eccessivo antropomorfismo, mentre altri ipotizzarono che la sua presenza e la sua pratica di fornire cibo agli animali avesse creato dei conflitti violenti in una comunità naturalmente pacifica. Tuttavia, studi successivi realizzati con metodi di ricerca meno invasivi confermarono il fenomeno della guerra fra comunità di scimpanzé allo stato naturale.